# Gmina Woodbridge (New Jersey)
 Gmina Woodbridge (ang. Woodbridge Township) to konglomeracja miejscowości w hrabstwie Middlesex w stanie New Jersey w USA. Konglomerat według danych z 2004 roku liczył około 100 tys. mieszkańców. 
Powierzchnia -  62,7 km², z czego 59,6 km²  to powierzchnia lądowa, a 3,1 km² - wodna (rzeki, jeziora). 
Gmina została nazwana od miejscowości o tej samej nazwie, wchodzącej w skład konglomeracji Woodbridge. Miejscowość została nazwana na cześć  duchownego Johna W. Woodbridge (1613–1691) z  Newbury, Massachusetts. 

## W skład gminy Woodbridge wchodzą
populacja według spisu z roku 2000
- Avenel (18 tys.)
- Colonia (18 tys.)
- Fords (15 tys.)
- Hopelawn
- Iselin (17 tys.)
- Keasbey
- Menlo Park Terrace
- Port Reading (4 tys.)
- Sewaren (3 tys.)
- Woodbridge (18 tys.)